# Lista de canções número um na Brasil Hot Pop Songs em 2010
Esta é a lista de canções pop número um na Billboard Hot Pop Songs, em 2010.

## Paradas
| Chart date   | Song                               | Artist                    |
| Janeiro 2    | "I Want to Know What Love Is"      | Mariah Carey              |
| Janeiro 9    | "I Want to Know What Love Is"      | Mariah Carey              |
| Janeiro 16   | "I Want to Know What Love Is"      | Mariah Carey              |
| Janeiro 23   | "I Want to Know What Love Is"      | Mariah Carey              |
| Janeiro 30   | "I Want to Know What Love Is"      | Mariah Carey              |
| Fevereiro 6  | "I Want to Know What Love Is"      | Mariah Carey              |
| Fevereiro 13 | "I Want to Know What Love Is"      | Mariah Carey              |
| Fevereiro 20 | "I Want to Know What Love Is"      | Mariah Carey              |
| Fevereiro 27 | "I Want to Know What Love Is"      | Mariah Carey              |
| Março 6      | "I Want to Know What Love Is"      | Mariah Carey              |
| Março 13     | "I Want to Know What Love Is"      | Mariah Carey              |
| Março 20     | "I Want to Know What Love Is"      | Mariah Carey              |
| Março 27     | "I Want to Know What Love Is"      | Mariah Carey              |
| Abril 3      | "I Want to Know What Love Is"      | Mariah Carey              |
| Abril 10     | "I Want to Know What Love Is"      | Mariah Carey              |
| Abril 17     | "I Want to Know What Love Is"      | Mariah Carey              |
| Abril 24     | "I Want to Know What Love Is"      | Mariah Carey              |
| Maio 1       | "I Want to Know What Love Is"      | Mariah Carey              |
| Maio 8       | "I Want to Know What Love Is"      | Mariah Carey              |
| Maio 15      | "I Want to Know What Love Is"      | Mariah Carey              |
| Maio 22      | "I Want to Know What Love Is"      | Mariah Carey              |
| Maio 29      | "I Want to Know What Love Is"      | Mariah Carey              |
| Junho 5      | "I Want to Know What Love Is"      | Mariah Carey              |
| Junho 12     | "I Want to Know What Love Is"      | Mariah Carey              |
| Junho 19     | "I Want to Know What Love Is"      | Mariah Carey              |
| Junho 26     | "I Want to Know What Love Is"      | Mariah Carey              |
| Junho 3      | "Baby"                             | Justin Bieber             |
| Junho 10     | "Baby"                             | Justin Bieber             |
| Junho 17     | "Baby"                             | Justin Bieber             |
| Junho 24     | "Baby"                             | Justin Bieber             |
| Junho 31     | "California Gurls"                 | Katy Perry                |
| Agosto 7     | "Alejandro"                        | Lady Gaga                 |
| Agosto 14    | "Alejandro"                        | Lady Gaga                 |
| Agosto 21    | "Alejandro"                        | Lady Gaga                 |
| Agosto 28    | "Alejandro"                        | Lady Gaga                 |
| Setembro 4   | "Alejandro"                        | Lady Gaga                 |
| Setembro 11  | "Alejandro"                        | Lady Gaga                 |
| Setembro 18  | "Alejandro"                        | Lady Gaga                 |
| Setembro 25  | "Alejandro"                        | Lady Gaga                 |
| Outubro 2    | "Teenage Dream"                    | Katy Perry                |
| Outubro 9    | "Teenage Dream"                    | Katy Perry                |
| Outubro 16   | "Love The Way You Lie"             | Eminem featurting Rihanna |
| Outubro 23   | "Only Girl (In the World)"         | Rihanna                   |
| Outubro 30   | "Teenage Dream"                    | Katy Perry                |
| Novembro 6   | "Teenage Dream"                    | Katy Perry                |
| Novembro 13  | "Waka Waka (This Time for Africa)" | Shakira                   |
| Novembro 20  | "Waka Waka (This Time for Africa)" | Shakira                   |
| Novembro 27  | "Teenage Dream"                    | Katy Perry                |
| Dezembro 4   | "The Time (Dirty Bit)"             | The Black Eyed Peas       |
| Dezembro 11  | "The Time (Dirty Bit)"             | The Black Eyed Peas       |
| Dezembro 18  | "The Time (Dirty Bit)"             | The Black Eyed Peas       |
| Dezembro 25  | "The Time (Dirty Bit)"             | The Black Eyed Peas       |